# Platygyrium repens
Platygyrium repens là một loài Rêu trong họ Hypnaceae. Loài này được (Brid.) Schimp. miêu tả khoa học đầu tiên năm 1851.